# Vanderson (football, 2001)
Pour les articles homonymes, voir Vanderson.
Vanderson de Oliveira Campos dit Vanderson, né le 21 juin 2001 à Rondonópolis au Brésil, est un footballeur international brésilien qui évolue au poste d'arrière droit à l'AS Monaco.

## Biographie

### Grêmio
Né à Rondonópolis au Brésil, Vanderson est formé par Grêmio qu'il rejoint en 2018. Alors qu'il évolue initialement au milieu de terrain, il est repositionné arrière droit durant sa formation. Vanderson joue son premier match en professionnel le 14 août 2017, lors d'une rencontre de championnat face à l'Atlético Clube Goianiense. Il est titulaire ce jour-là, et son équipe s'impose par deux buts à un. Vanderson inscrit son premier but en professionnel dès son deuxième match, lors de la journée suivante, le 6 janvier 2021 face à l'EC Bahia. Il ouvre le score de la tête ce jour-là, et son équipe s'impose par deux buts à un. Le 11 mars de la même année, il fait ses débuts en Copa Libertadores face à l'Ayacucho FC. Il est titularisé et son équipe s'impose par six buts à un.
Le 9 juin 2021, Vanderson prolonge son contrat avec son club formateur, le liant avec Grêmio jusqu'en décembre 2025.

### AS Monaco
Le 1er janvier 2022, Vanderson découvre l'Europe en s'engageant avec l'AS Monaco pour une durée de cinq ans ; son transfert est estimé à 11 millions d'euros. Il marque son premier but avec Monaco le 23 janvier 2022, lors d'une défaite par trois buts à deux sur le terrain du Montpellier HSC, d'une frappe en pivot du pied gauche dans le petit filet,. Le 15 avril 2022, il est titulaire sur le terrain du Stade Rennais et marque un but du droit en plus de délivrer une passe décisive, ainsi, il participe activement à la victoire 3-2 sur le terrain des Rennais et permet à Monaco de rêver à une qualification européenne en relançant la course à l'Europe. Le jeune brésilien de 20 ans s'impose rapidement au sein de l'effectif monégasque, où il devient un joueur régulier et où il est apprécié par son entraîneur, Philippe Clement, qui lui prédit une grande carrière. Vanderson se distingue non seulement par ses qualités de passes, de centres et d'accélérations mais aussi pour son intelligence de jeu et sa capacité à prendre en compte les remarques qui lui sont faites afin de progresser.
Le 17 août 2022, Vanderson prolonge son contrat avec Monaco jusqu'en juin 2027. Le 6 octobre 2022, il obtient un pénalty contre Trabzonpor, pénalty qui sera marqué par son capitaine Wissam Ben Yedder. Lors de la 12ème journée, lors du match du dimanche soir, il réalise un mauvais match et ne parvient pas à contenir les attaques lilloises sur son côté. Monaco est défait 3-4 sur le terrain du Lille OSC avec plusieurs réalisations venant de son côté. Pendant la journée suivante, il se reprend et offre une passe décisive après son entrée en jeu après la pause. Monaco s'impose 2-0 contre Angers grâce à lui, notamment. Lors de la 19ème journée de Ligue 1, il offre une passe décisive à Krépin Diatta avec un centre à ras de terre de son pied droit. Le 2 avril, il ouvre le score contre le Racing Club de Strasbourg d'une frappe du droit à ras de terre. Le 22 avril, lors de la défaite 3-0 sur le terrain du RC Lens, il réalise un match catastrophique en se faisant prendre sur tous les buts de son équipe et en montrant énormément de déficit mental. Lors de la journée 34, il offre une nouvelle passe décisive pour Aleksandr Golovin sur le terrain d'Angers.
Lors de la 1ère journée de Ligue 1 de la saison 2023-2024, il offre une passe décisive et marque un but du droit sur le terrain de Clermont. Le 9 décembre 2023, il marque son deuxième but de la saison sur le terrain de Rennes lors d'une victoire 2-1 au Roazhon Park. En février 2024, son contrat avec l'AS Monaco est prolongé jusqu'en juin 2028. Vanderson marque de nouveau lors de la large victoire des monégasques face au FC Metz le 30 mars 2024, en Ligue 1. Il participe à la victoire de son équipe par cinq buts à deux,.
Le 14 septembre 2024, lors de la 4ème journée de Ligue 1, il marque son premier but de la saison sur le terrain d'Auxerre, du gauche. Lors de la 1ère journée de Ligue des Champions de l'UEFA 2024-2025, il offre deux passes décisives pour ses coéquipiers, participant activement à la victoire monégasque 2-1 contre le FC Barcelone. Lors de la 9ème journée de Ligue 1, il reçoit un carton rouge et laisse ses coéquipiers à dix alors qu'ils menaient 1-0, au final, son équipe perd 2-1 sur le terrain du rival niçois. Le 22 décembre, il marque un nouveau but contre les amateurs de l'Union Saint-Jean en Coupe de France.

### En sélection
Vanderson honore sa première sélection avec l'équipe nationale du Brésil le 17 juin 2023, à l'occasion d'un match amical contre la Guinée. Il entre en jeu et son équipe s'impose par quatre buts à un.

### Style de jeu
Vanderson est un arrière droit décrit comme très offensif et possédant une bonne technique et une bonne intelligence de jeu. Ses qualités offensives lui permettent de jouer un cran plus haut sur le terrain.

## Statistiques
| Saison                | Club                  | Championnat           | Championnat | Championnat | Championnat | Coupe(s) nationale(s) | Coupe(s) nationale(s) | Coupe(s) nationale(s) | Supercoupe | Supercoupe | Supercoupe | Compétition(s) continentale(s) | Compétition(s) continentale(s) | Compétition(s) continentale(s) | Compétition(s) continentale(s) | Ligue régionale | Ligue régionale | Ligue régionale | Total | Total | Total |
| Saison                | Club                  | Division              | M.          | B.          | P.d.        | M.                    | B.                    | P.d.                  | M.         | B.         | P.d.       | Comp.                          | M.                             | B.                             | P.d.                           | M.              | B.              | P.d.            | M.    | B.    | P.d.  |
| 2020                  | Grêmio                | Série A               | 5           | 1           | 0           | 2                     | 0                     | 0                     | -          | -          | -          | CL                             | -                              | -                              | -                              | -               | -               | -               | 7     | 1     | 0     |
| 2021                  | Grêmio                | Série A               | 30          | 3           | 2           | 5                     | 0                     | 0                     | -          | -          | -          | CL+CS                          | 2+3                            | 0                              | 0                              | 12              | 1               | 2               | 52    | 4     | 4     |
| Sous-total            | Sous-total            | Sous-total            | 35          | 4           | 2           | 7                     | 0                     | 0                     | -          | -          | -          | -                              | 5                              | 0                              | 0                              | 12              | 1               | 2               | 59    | 5     | 4     |
| 2021-2022             | AS Monaco             | Ligue 1               | 17          | 2           | 1           | 3                     | 0                     | 2                     | -          | -          | -          | C3                             | 2                              | 0                              | 0                              | -               | -               | -               | 22    | 2     | 3     |
| 2022-2023             | AS Monaco             | Ligue 1               | 31          | 1           | 4           | -                     | -                     | -                     | -          | -          | -          | C1+C3                          | 2+6                            | 0                              | 0                              | -               | -               | -               | 39    | 1     | 4     |
| 2023-2024             | AS Monaco             | Ligue 1               | 20          | 3           | 1           | 3                     | 0                     | 0                     | -          | -          | -          | -                              | -                              | -                              | -                              | -               | -               | -               | 23    | 3     | 1     |
| 2024-2025             | AS Monaco             | Ligue 1               | 29          | 1           | 3           | 2                     | 1                     | 0                     | 1          | 0          | 0          | C1                             | 9                              | 0                              | 2                              | -               | -               | -               | 41    | 2     | 5     |
| 2025-2026             | AS Monaco             | Ligue 1               | 1           | 0           | 0           | -                     | -                     | -                     | -          | -          | -          | C1                             | -                              | -                              | -                              | -               | -               | -               | 1     | 0     | 0     |
| Sous-total            | Sous-total            | Sous-total            | 98          | 7           | 9           | 8                     | 1                     | 2                     | 1          | 0          | 0          | -                              | 19                             | 0                              | 2                              | -               | -               | -               | 126   | 8     | 13    |
| Total sur la carrière | Total sur la carrière | Total sur la carrière | 133         | 11          | 11          | 15                    | 1                     | 2                     | 1          | 0          | 0          | -                              | 24                             | 0                              | 2                              | 12              | 1               | 2               | 185   | 13    | 17    |

### En sélection nationale
| Saison                | Sélection             | Phases finales        | Phases finales | Phases finales | Phases finales | Éliminatoires | Éliminatoires | Éliminatoires | Matchs amicaux | Matchs amicaux | Matchs amicaux | Total | Total | Total |
| Saison                | Sélection             | Compétition           | M              | B              | Pd             | M             | B             | Pd            | M              | B              | Pd             | M     | B     | Pd    |
| --------------------- | --------------------- | --------------------- | -------------- | -------------- | -------------- | ------------- | ------------- | ------------- | -------------- | -------------- | -------------- | ----- | ----- | ----- |
| 2022-2023             | Brésil                | -                     | -              | -              | -              | -             | -             | -             | 1              | 0              | 0              | 1     | 0     | 0     |
| 2023-2024             | Brésil                | -                     | -              | -              | -              | 1             | 0             | 0             | -              | -              | -              | 1     | 0     | 0     |
| 2024-2025             | Brésil                | -                     | -              | -              | -              | 5             | 0             | 0             | -              | -              | -              | 5     | 0     | 0     |
| Total sur la carrière | Total sur la carrière | Total sur la carrière | -              | -              | -              | 6             | 0             | 0             | 1              | 0              | 0              | 7     | 0     | 0     |

### Liste des matchs internationaux
| Matchs internationaux de Vanderson | Matchs internationaux de Vanderson | Matchs internationaux de Vanderson                          | Matchs internationaux de Vanderson | Matchs internationaux de Vanderson | Matchs internationaux de Vanderson | Matchs internationaux de Vanderson                              |
|                                    | Date                               | Lieu                                                        | Adversaire                         | Résultat                           | Compétition                        | Notes                                                           |
| ---------------------------------- | ---------------------------------- | ----------------------------------------------------------- | ---------------------------------- | ---------------------------------- | ---------------------------------- | --------------------------------------------------------------- |
| 1.                                 | 17 juin 2023                       | RCDE Stadium, Cornellà de Llobregat, Espagne                | Guinée                             | 4 - 1                              | Match amical                       | Entre en jeu à la place de Danilo à la 90e minute de jeu.       |
| 2.                                 | 12 septembre 2023                  | Estadio Nacional, Lima, Pérou                               | Pérou                              | 0 - 1                              | Éliminatoires Coupe du monde 2026  | Entre en jeu à la place de Danilo à la 85e minute de jeu.       |
| 3.                                 | 15 octobre 2024                    | Stade national de Brasilia Mané Garrincha, Brasilia, Brésil | Pérou                              | 4 - 0                              | Éliminatoires Coupe du monde 2026  | Titulaire.                                                      |
| 4.                                 | 15 novembre 2024                   | Estadio Monumental de Maturín, Maturín, Venezuela           | Venezuela                          | 1 - 1                              | Éliminatoires Coupe du monde 2026  | Titulaire.                                                      |
| 5.                                 | 20 mars 2025                       | Stade national de Brasilia Mané Garrincha, Brasilia, Brésil | Colombie                           | 2 - 1                              | Éliminatoires Coupe du monde 2026  | Titulaire et remplacé par Wesley França à la 79e minute de jeu. |
| 6.                                 | 5 juin 2025                        | Estadio Monumental Isidro Romero Carbo, Guayaquil, Équateur | Équateur                           | 0 - 0                              | Éliminatoires Coupe du monde 2026  | Titulaire.                                                      |
| 7.                                 | 10 juin 2025                       | Neo Química Arena, São Paulo, Brésil                        | Paraguay                           | 1 - 0                              | Éliminatoires Coupe du monde 2026  | Titulaire et remplacé par Danilo à la 89e minute de jeu.        |

## Palmarès

### En club
| Grêmio Porto Alegrense (1)                                                   | AS Monaco                                                                                    |
| ---------------------------------------------------------------------------- | -------------------------------------------------------------------------------------------- |
| - Coupe du Brésil - Finaliste : 2020 - Championnat de Rio - Vainqueur : 2021 | - Championnat de France : - Vice-champion : 2024. - Trophée des Champions - Finaliste : 2024 |